# Vakhtang Txutxuniaixvili
Vakhtang Txutxuniaixvili era un noble de segona classe que fou proclamat rei d'Imerècia per la seva muller, la regent Nestan Daredjan, després de deposar Bagrat IV el 1661. El 1661 va ser deposat per Vamek III Dadiani de Mingrèlia i els nobles, amb suport dels otomans, i exiliat a Akhaltsikhé, però el paixà o atabek d'aquesta regió el va restaurar el 1668, essent assassinat el mateix any.